# Strandlilja

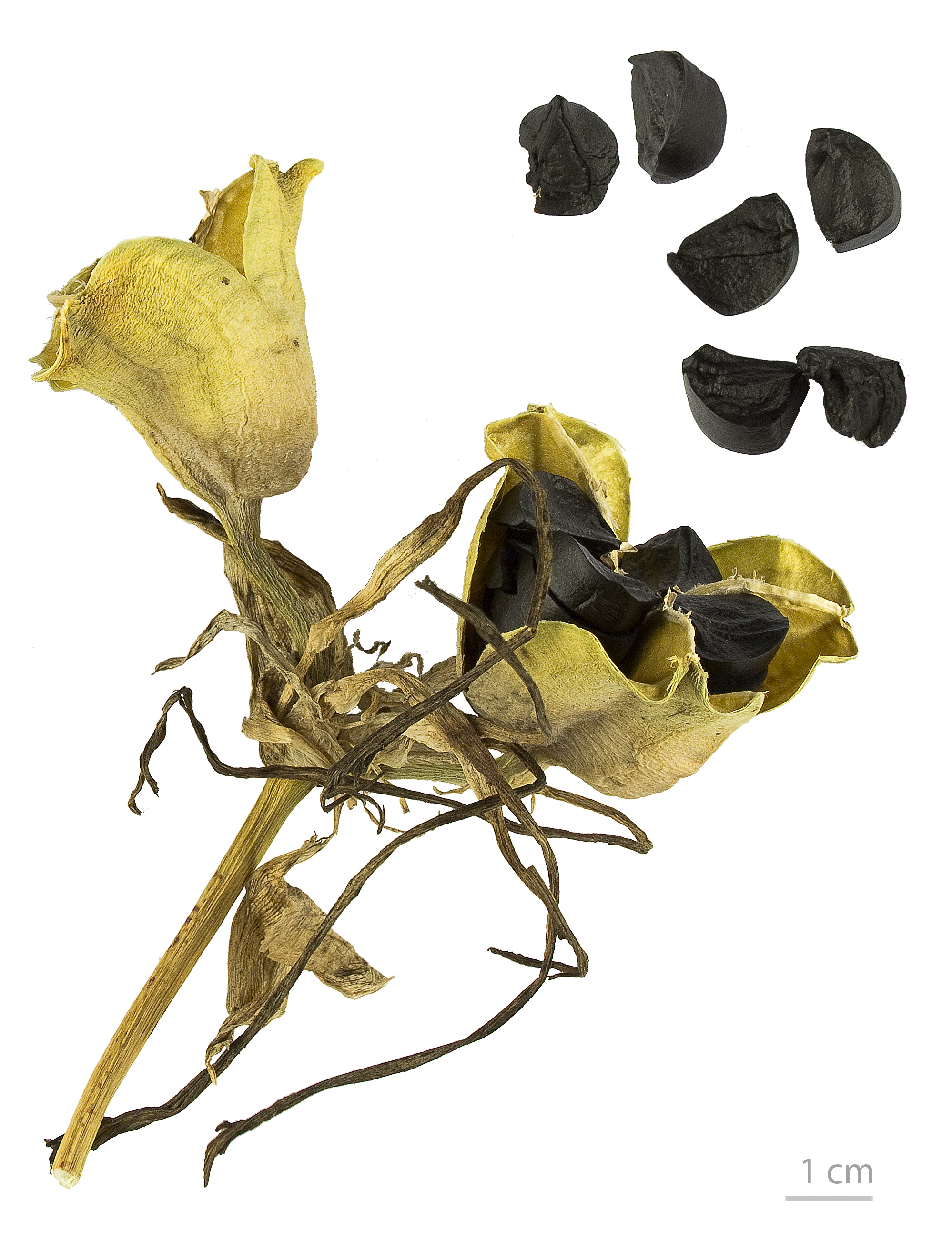
Pancratium maritimum

Strandlilja (Pancratium maritimum) är en art i familjen amaryllisväxter från  Medelhavsområdet. Den kan odlas som krukväxt i Sverige.

## Synonymer
- Pancratium carolinianum L.
- Pancratium angustifolium M.Roem.